# Phyllocnistis exaeta
Phyllocnistis exaeta är en fjärilsart som beskrevs av Edward Meyrick 1926. Phyllocnistis exaeta ingår i släktet Phyllocnistis och familjen styltmalar. Inga underarter finns listade i Catalogue of Life.